# Ramsen (Wrexen)
Koordinaten: 51° 30′ 30″ N, 9° 0′ 50″ O
Ramsen ist eine Wüstung in der Gemarkung von Wrexen, einem Ortsteil der Stadt Diemelstadt im nordhessischen Landkreis Waldeck-Frankenberg.

## Geographische Lage
Der Ort lag auf etwa 211 Meter über Normalhöhennull, östlich von Wrexen und südlich der Diemel, unweit der heutigen Bundesstraße 252, an einem kleinen, am westlichen Fuß des Ramser Bergs nach Norden zur Diemel fließenden Bach. Die Landesgrenze zu Nordrhein-Westfalen verläuft nur wenige hundert Meter nördlich und östlich der Wüstung. Ein einzelnes Gehöft befindet sich heute in unmittelbarer Nachbarschaft, und die von Wrexen dorthin führende Ramser Straße erinnert an den verschwundenen Ort.

## Geschichte
Der Ort wurde im Jahre 1360 als „Ramwordessen“ in einer Urkunde des Klosters Hardehausen erstmals erwähnt, als der Abt von St. Blasien in Northeim die Brüder von Brobeck mit der Hälfte des Guts in Ramsen belehnte. 1363 kauften die Brüder von Brobeck vom Kloster St. Blasien auch jährliche Zinsen aus dem halben Gut „Ramwordessen“. Die schriftliche Wiedergabe des Ortsnamens änderte sich im Laufe der folgenden Jahrzehnte dann mehrfach: „Ramwerssen“ (1406), „Ramworssen“ (1408), „Ramwerdessen“ (1452), „Ramwersßen“ (1452), „Ranwerßen“ (1492) und „Rammerssen“ (1563). Auch die Besitz- und Einkommensverhältnisse des Orts erfuhren mehrfache Änderungen. In der Zeit von 1408 bis 1452 befanden sich Teile von Ramsen als Lehen des Klosters Hardehausen im Besitz des westfälischen Adelsgeschlechts Spiegel. 1452 erhielt Johann von Brobeck vom Kloster Hardehausen den ursprünglich northeimisch-St. Blasienschen Lehnsbesitz in Ramsen im Tausch für den Zehnten in Ammenhausen.
Im Jahre 1492 lag das Dorf bereits wüst, als Johann von Brobeck und sein Schwiegersohn Heinrich Ermighausen ihren Besitz der halben Dorfmark dem Kloster Aroldessen übergaben, das in diesem Jahre durch Graf Otto IV. von Waldeck von einem Augustiner-Chorfrauen-Stift in ein Antoniter-Kloster umgewandelt wurde.
Als 1560 Grenzstreitigkeiten zwischen dem Paderborner Bischof Rembert, dem dortigen Domkapitel und der Stadt Warburg einerseits und den Grafen Philipp IV. von Waldeck-Wildungen, Wolrad II. von Waldeck-Eisenberg und Johann I. von Waldeck-Landau andererseits geschlichtet wurden, kam die Feldmark der Wüstung Ramsen an die Grafen von Waldeck. 1563 verzichtete auch das Kloster Hardehausen auf alle dortigen Besitzansprüche zugunsten der Waldecker Grafen.